# Dexter Gordon
 (janvier 2014).
Si vous disposez d'ouvrages ou d'articles de référence ou si vous connaissez des sites web de qualité traitant du thème abordé ici, merci de compléter l'article en donnant les références utiles à sa vérifiabilité et en les liant à la section « Notes et références ».
Pour les articles homonymes, voir Gordon.
Dexter Gordon, né le 27 février 1923 à Los Angeles (Californie) et mort le 25 avril 1990  à Philadelphie (Pennsylvanie), est un saxophoniste ténor et compositeur de jazz américain.

## Biographie
Dexter Keith Gordon, né le 27 février 1923 à Los Angeles, est le fils du docteur Frank Gordon, diplômé de l'université de Howard à Washington D.C., qui fut l'un des premiers grands médecins afro-américains dans la « Cité des Anges ». Sa mère, Gwendolyn Baker, est la fille d'Edward Baker, capitaine afro-américain dans la troupe des « Buffalo Soldiers », qui fut récompensée de la médaille d'honneur après la guerre hispano-américaine (1898).
Son entrée dans le monde de la musique commence à l'âge de 13 ans, où il étudie la clarinette, avant d'opter pour le saxophone alto à 15 ans et, enfin, le ténor à 17 ans. Il est au début suivi par deux professeurs, Lloyd Reese et Sam Browne, et étudie la musique dans l'école Jefferson. Lors de la dernière année de son cursus scolaire, Marshall Royal lui propose de rejoindre le groupe de Lionel Hampton. Gordon accepte et quitte Los Angeles en 1940, pour partir avec la troupe de Hampton. Avec celle-ci, il voyage dans le Sud et poursuit son apprentissage auprès de Joe Newman et Illinois Jacquet. Le groupe d'Hampton décroche un contrat de plusieurs mois au « Grand Terrace » de Chicago, en janvier 1941. Quelques enregistrements radio seront réalisés durant les mois suivants, et deviendront les premiers enregistrements de Dexter.
C'est lors d'un voyage à New York en 1943 avec le groupe d'Hampton, que Dexter Gordon rencontre ceux qui seront ses deux influences majeures : Lester Young, et Ben Webster. Avec eux il effectuera quelques sessions au mythique « Minton's Playhouse ».
La même année, il quitte la troupe de Hampton et retourne à Los Angeles. Là, il joue avec le frère de Lester Young, Lee Young, puis rejoint pour quelques semaines l'orchestre de Fletcher Henderson ainsi que celui du grand maître de la trompette, Louis Armstrong.  À partir de  cet instant, « Dex » dispose d'une certaine expérience, qui va lui permettre pour la première fois d'enregistrer sous son nom. Cela se produit en 1943, lorsqu'il enregistre « I've Found A New Baby »  et « Sweet Lorraine », avec comme sideman de luxe Nat King Cole. En 1944, il s'installe à New York et rejoint le célèbre orchestre de Billy Eckstine (véritable école, où se sont retrouvés les plus grands représentants du bebop, notamment Charlie Parker et Dizzy Gillespie). Il enregistre avec l'orchestre plusieurs morceaux arrangés par Tadd Dameron dont le célèbre "Blowin' The Blues Away" où il échange des chorus avec le saxophoniste Gene Ammons.
En 1945, il quitte l'orchestre d'Eckstine et commence à enregistrer pour Savoy. Ces enregistrements deviendront des références pour les grands ténors à venir, tels que John Coltrane et Sonny Rollins. Durant ces séances, il enregistre avec le pianiste Bud Powell et le batteur Max Roach.
En 1947, Gordon enregistre « The Chase » avec le saxophoniste ténor Wardell Gray, un morceau où le duel entre les deux ténors va devenir très populaire. À la fin des années 1940, Dexter apparaît à plusieurs reprises sur la scène de la 52e rue, avec Fats Navarro, Max Roach et Charlie Parker.
Dans les années 1950, Dexter Gordon connaît de longues périodes d'inactivité en raison de problèmes de drogue. À cette époque, il est emprisonné pour possession d'héroïne. Il enregistre néanmoins trois albums en 1955 pour les labels Bethlehem et Dootone.
En 1960, après avoir rencontré Alfred Lion, il signe un contrat et commence à enregistrer chez Blue Note. « Doing Alright » et « Dexter Calling » seront ses deux premiers disques pour la mythique note bleue.  En 1962, juste avant de partir pour l'Europe, il enregistre « GO » et « Swingin' Affair ».
Il part donc en 1962 pour l'Europe où il restera près de 15 ans. Il s'installe principalement à Paris, puis à Copenhague, où il joue avec d'autres jazzmen expatriés (Ben Webster, Bud Powell, Kenny Drew). Néanmoins, il retourne aux États-Unis lors de plusieurs séjours et enregistre des disques pour le label Blue Note ( « Gettin' Around », 1965; « Clubhouse », 1965).
Deux autres albums importants de cette période européenne, tous deux enregistrés à Paris, sont à retenir: « Our Man In Paris », 1963 avec Bud Powell, Pierre Michelot et Kenny Clarke, et « One Flight Up », 1964 avec Donald Byrd et Kenny Drew.
Il enregistre aussi durant cette même période, des disques certes moins connus, mais d'une qualité avérée, pour le label danois SteepleChase (« The Appartment », 1974; « Something Different », 1975; « Bouncin' With Dex », 1975...).
En 1965, Dexter Gordon arrive chez Prestige où il restera jusqu'en 1973. Il continue alors, comme pour Blue Note, d'enregistrer des disques durant plusieurs séjours aux États-Unis. Musicalement parlant, on pourrait placer cette période sous le signe d'un certain « maintien de la tradition ».  Gordon se pose dans ces enregistrements en véritable défenseur d'un jazz plus « traditionnel », plus « bop », qui s'oppose alors (non sans liens, toutefois) au free jazz, qui est avec Ornette Coleman, Bill Dixon, Archie Shepp, en pleine effervescence. Puis au jazz-rock du début des années 1970, avec Miles Davis et les autres (Herbie Hancock, Chick Corea, etc.)
Durant son périple de plusieurs années en  Europe, Dexter Gordon, n'a pas uniquement joué avec des sidemen américains expatriés, il a aussi été accompagné par des musiciens européens, tels que le contrebassiste danois Niels-Henning Ørsted Pedersen et le pianiste espagnol Tete Montoliu.
L'artiste trouve en Europe une sorte de refuge. Un refuge contre le racisme, les drogues dures et les conditions de vie misérables, qui sont réservées à la communauté afro-américaine aux États-Unis.
De plus, son art, le jazz, est bien mieux accepté en Europe qu'en Amérique, il y jouit donc d'une plus grande reconnaissance de la part du public.
On peut donc clairement dire que ses conditions de vie se sont nettement améliorées lors de sa période européenne, contrairement à celles qu'il a pu connaître dans son pays natal (problèmes d'addiction à la drogue, plusieurs emprisonnements... )
Durant les années passées à Copenhague, au Danemark, il rencontre la famille du futur batteur de Metallica, Lars Ulrich, dont Dexter sera le parrain.
Cependant, malgré les nombreux avantages qu'il a connus en Europe, « Dex » décide en 1976 de retourner de façon définitive en Amérique.
Il a droit à un accueil triomphal pour son retour et est contacté par la prestigieuse maison de disques Columbia, avec laquelle il signe un contrat. On le voit au Village Vanguard au cours de l'année 1977, puis il forme son propre groupe avec Rufus Reid (basse), George Cables (piano), et Eddie Gladden (drums). C'est avec ces derniers qu'il effectuera plusieurs tournées et enregistrements, notamment « Live at the Manhattan Symphony » et « Live at the Keystone ».
Dexter Keith Gordon apparaît alors encore meilleur, fort de l'expérience qu'il a acquise durant son périple européen. Il est reconnu dès lors comme l'un des plus grands ténors. Il sera d'ailleurs élu meilleur musicien de l'année à deux reprises par le magazine DownBeat, en 1978 et 1980.
En 1986, le maître aborde une nouvelle phase dans sa grande carrière d'artiste et se met au cinéma. Cette année-là, il joue dans le film de Bertrand Tavernier, grand amateur et connaisseur de jazz, Autour de Minuit, avec entre autres François Cluzet, Lonette McKee et Herbie Hancock (qui compose aussi la musique du film). Dexter Gordon est nommé pour l'Oscar du meilleur acteur pour son interprétation du personnage de Dale Turner.
« Dex » fera une dernière apparition à Ellingtones, où il jouera avec le New York Philharmonic. Il meurt d'une insuffisance rénale et d'un cancer du larynx, le 25 avril 1990 à Philadelphie.

## Discographie

### En tant que leader
- Dexter Rides Again (1945)
- The Hunt avec Wardell Gray (1947)
- The Chase avec Wardell Gray (1947)
- The Duel avec Teddy Edwards (1947)
- Daddy Plays the Horn (1955)
- Dexter Blows Hot and Cool (1955)
- The Resurgence of Dexter Gordon (Riverside, 1960)
- Doin' Allright (1961), Blue Note
- Dexter Calling... (1961), Blue Note
- Go! (1962), Blue Note
- A Swingin' Affair (1962), Blue Note
- Our Man in Paris (Paris 1963), Blue Note - avec Bud Powell
- One Flight Up (Paris, 1964) - Blue Note
- King Neptune (1964)
- Clubhouse (Blue Note, 1965)
- Gettin' Around (New York, 1965)
- The Squirrel: Live at Montmartre (1967)
- Take The "A" Train (1967)
- A Day in Copenhagen (MPS, 1969) - avec Slide Hampton
- The Tower of Power! (Prestige, 1969) - avec James Moody
- More Power! (Prestige, 1969)
- Some Other Spring (Sonet, 1970) - avec Karin Krog
- Dexter Gordon with Junior Mance at Montreux (Prestige, 1970) - avec Junior Mance
- The Panther! (Prestige, 1970) - avec Tommy Flanagan et Alan Dawson. Prestige Records
- The Chase! (Prestige, 1970) - avec Gene Ammons
- The Jumpin' Blues (Prestige, 1970) - avec Wynton Kelly
- Tangerine (1972) hard bop avec Freddie Hubbard - Prestige
- Ca'Purange (Prestige, 1972) avec Thad Jones, Hank Jones, Stanley Clarke et Louis Hayes
- Generation (1972) avec Freddie Hubbard, Cedar Walton - Prestige
- All Souls avec Eric Ineke (1972) - Dexterity
- Afterhours/The Great Pescara Jam Sessions Vol 1&2 avec Eric Ineke (1973) - Ports Song
- The Apartment (1974) - SteepleChase
- Something Different (1975), SteepleChase
- Bouncin' with Dex (1975), SteepleChase
- Swiss Nights Vol.1-3 (1975 Zurich Jazz Fest) SteepleChase
- Homecoming: Live at the Village Vanguard (1976)
- True Blue avec Al Cohn (1976; Xanadu Records)
- Silver Blue avec Al Cohn (1976; Xanadu Records)
- Biting The Apple (1976) - SteepleChase
- Sophisticated Giant (1977) avec 11-piece big-band inclus Woody Shaw, Slide Hampton, Bobby Hutcherson - Columbia Records
- Manhattan Symphonie (1978), Columbia Records—avec Rufus Reid - contrebasse, Eddie Gladden - percussion, et George Cables - clavier
- Gotham City (1980), Columbia Records
- Landslide (1980), Blue Note
- Lullaby for a Monster (1981), SteepleChase
- American Classic [featuring: Grover Washington Jr. and Shirley Scott] (1982) Elektra Entertainment
- Round Midnight (1986), Columbia Records
- The Other Side of Round Midnight (1986) Blue Note Records
- Live at Carnegie Hall (1998), Columbia Records – Recorded in 1978
- The Rainbow People avec Benny Bailey (2002), Steeplechase Records - Released in 2002

### En tant que sideman
Avec Herbie Hancock
- Takin' Off (Blue Note, 1962)

Avec Gene Ammons
- The Chase! (Prestige, 1970)
- Gene Ammons and Friends at Montreux (Prestige, 1973)

Avec Booker Ervin
- 1965: Setting the Pace (Prestige)

## Filmographie
- 1955 : Prisons sans chaînes (Unchained) d'Hall Bartlett
- 1986 : Autour de minuit de Bertrand Tavernier
- 1990 : L'Éveil de Penny Marshall